# 벤 알렉산더

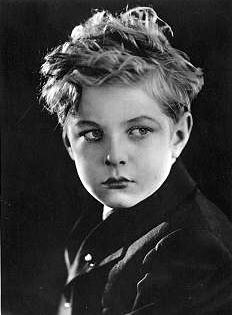

벤 알렉산더(Ben Alexander, 1911년 5월 26일 ~ 1969년 7월 5일)는 미합중국의 배우, 텔레비전 배우 겸 영화배우이자 음악가이다.
하지만 벤 알렉산더는 할리우드에서 심근 경색으로 사망하였다.

## 영화
- 데스 드라이브 (2007년)
- 쉘 위 댄스 (1937년)
- 라이프 오브 더 파티 (1937년)
- 레드 라이츠 어헤드 (1936년)
- 애너폴리스 페어웰 (1935년)
- 하이 프레셔 (1932년) - 제프리 웨스턴 역
- 배니싱 프론티어 (1932년)
- 서부 전선 이상 없다 (1930년)
- 투 투 원 (1927년)